# Peneothello
Peneothello is een geslacht van zangvogels uit de familie Petroicidae (Australische vliegenvangers).

## Soorten
Het geslacht kent de volgende soorten:
- Peneothello bimaculata  – Witstuitstruikvliegenvanger
- Peneothello cryptoleuca  – Grijze struikvliegenvanger
- Peneothello cyanus  – Leizwarte struikvliegenvanger
- Peneothello pulverulenta  – Tapuitvliegenvanger
- Peneothello sigillata  – Witvleugelstruikvliegenvanger